# Borts

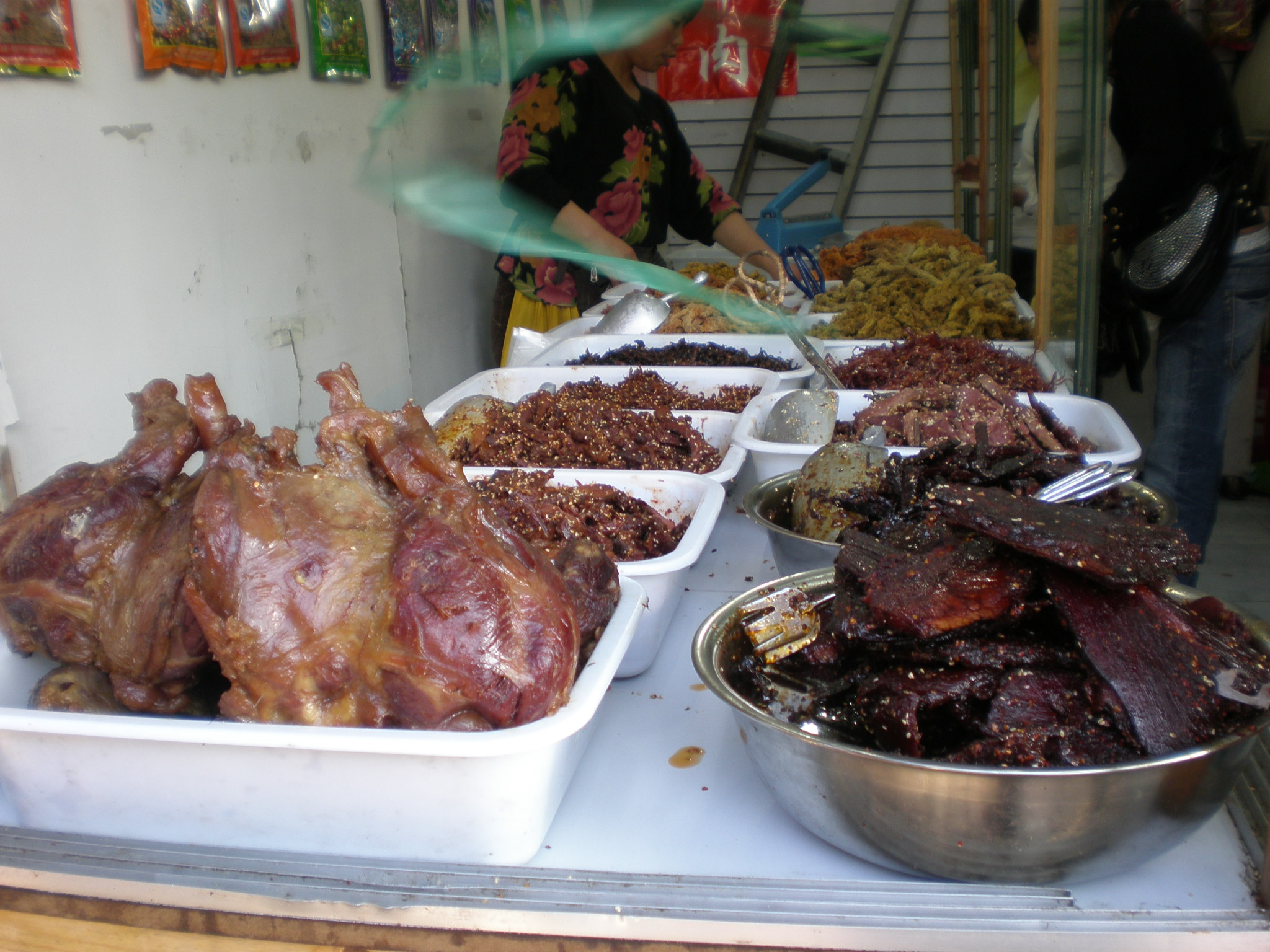
Borts

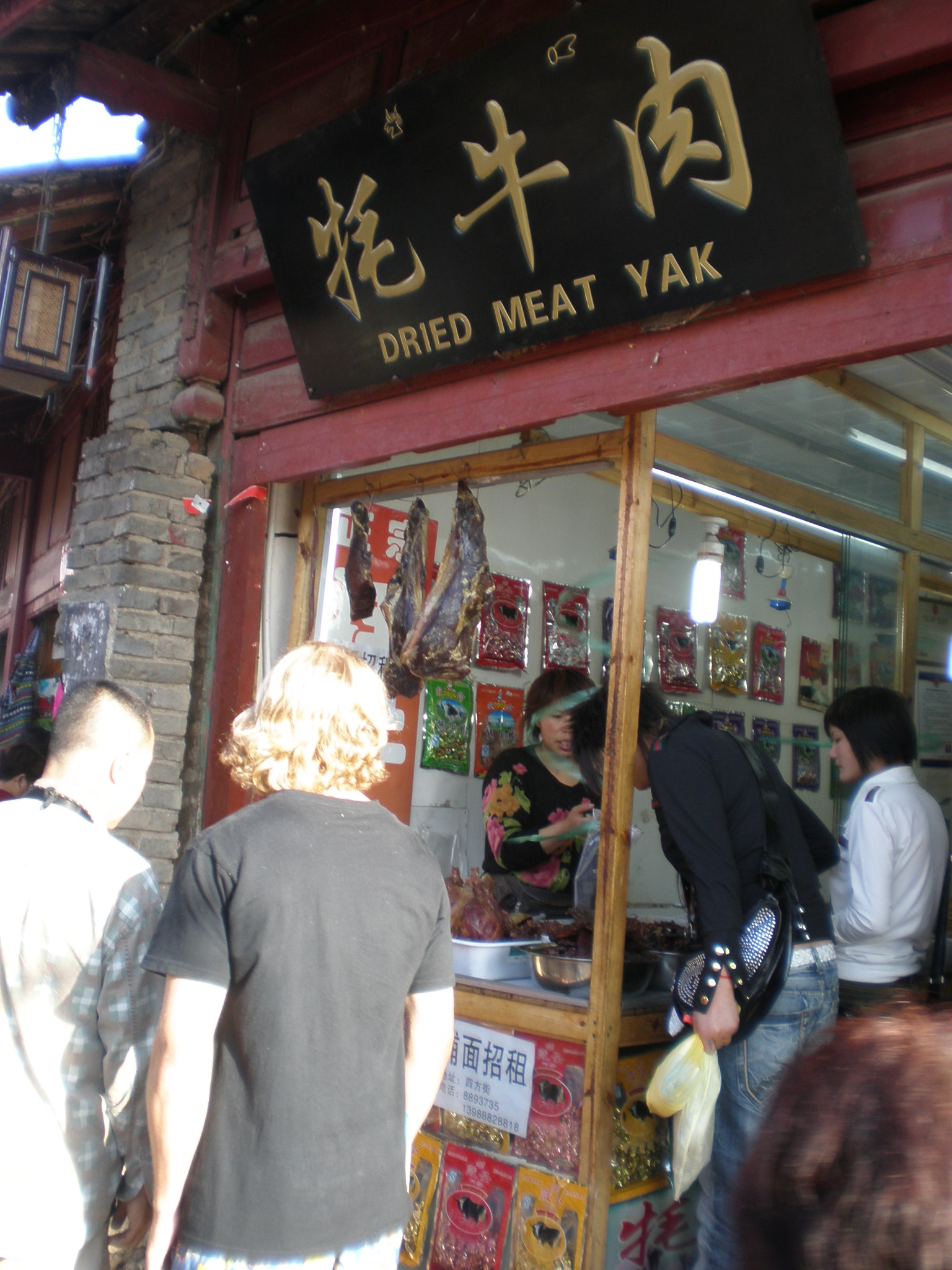
Loja

Borts (“Борц”, em alfabeto cirílico) é a carne seca tradicional da Mongólia. Descendentes de pastores nómadas vivendo numa região com clima subártico, os mongois precisaram de encontrar formas de conservar comida durante o longo e rigoroso inverno. 
O tipo de carne varia segundo a região, sendo principalmente de camelo no deserto de Gobi, de rena nas montanhas do norte do país, e de cavalo nas estepes onde estes animais se desenvolvem. A carne é cortada em tiras longas mas estreitas, com 2-3 cm de espessura e 5-7 cm de largura; as tiras eram penduradas por baixo do teto da yurt (a tenda onde tradicionalmente vivia este povo), onde o ar circula facilmente. A carne seca ao fim de um mês de exposição ao ar e torna-se dura como madeira; guarda-se em sacos de linho, onde continua a ser arejada, e pode conservar-se durante anos; uma parte pode ser moída, para ser reidratada e utilizada mais tarde.
A forma mais comum de a consumir é na forma duma sopa ou chá, mas também é frequentemente usada para preparar “buuz”, “bansh” ou “khuushuur”, pasteis de massa de farinha de trigo recheados com carne, que podem ser fritos, cozidos em água e sal, ou cozidos no vapor.